# دروبدي مرمو
دروبدي مرمو (السنتالية: ᱫᱨᱚᱣᱯᱚᱫᱤ ᱢᱩᱨᱢᱩ، الأوريا: ଦ୍ରୌପଦୀ ମୁର୍ମୁ، الهندية: द्रौपदी मुर्मू، الإنجليزية: Droupadi Murmu؛ يُنطق بالهندية: [d̪ɾɔːpəd̪iː mʊɾmuː])، اسمها قبل الزواج بوتي برنشي تدو (الأوريا: ଦୁର୍ଗୀ ବିରଞ୍ଚି ତୁଦୁ، الهندية: दुर्गी बिरञ्ची तुदू، الإنجليزية: Durgi Biranchi Tudu؛ يُنطق بالهندية: [d̪ʊɾɡiː bɪɾəɲtʃiː t̪ʊd̪uː]؛ 20 يونيو 1958)، هي سياسية هندية تشغل منصب الرئيس الخامس عشر للهند منذ 25 يوليو 2022. هي أول شخص ينتمي إلى المجتمع القبلي يشغل هذا المنصب، والمرأة الثانية بعد براتيبها باتيل، وهي أيضًا أصغر شخص يشغل هذا المنصب وأول رئيس مولود في الهند المستقلة. شغلت قبل رئاستها منصب الحاكم التاسع لجاركند بين عامي 2015 و2021، وشغلت مناصب مختلفة في حكومة أوديشا بين عامي 2000 و 2004. عملت قبل دخولها السياسة كاتبة في إدارة الدولة للري والطاقة منذ 1979 حتى 1983 ثم معلمة في رايرانغبور حتى 1997.

## الحياة السياسية

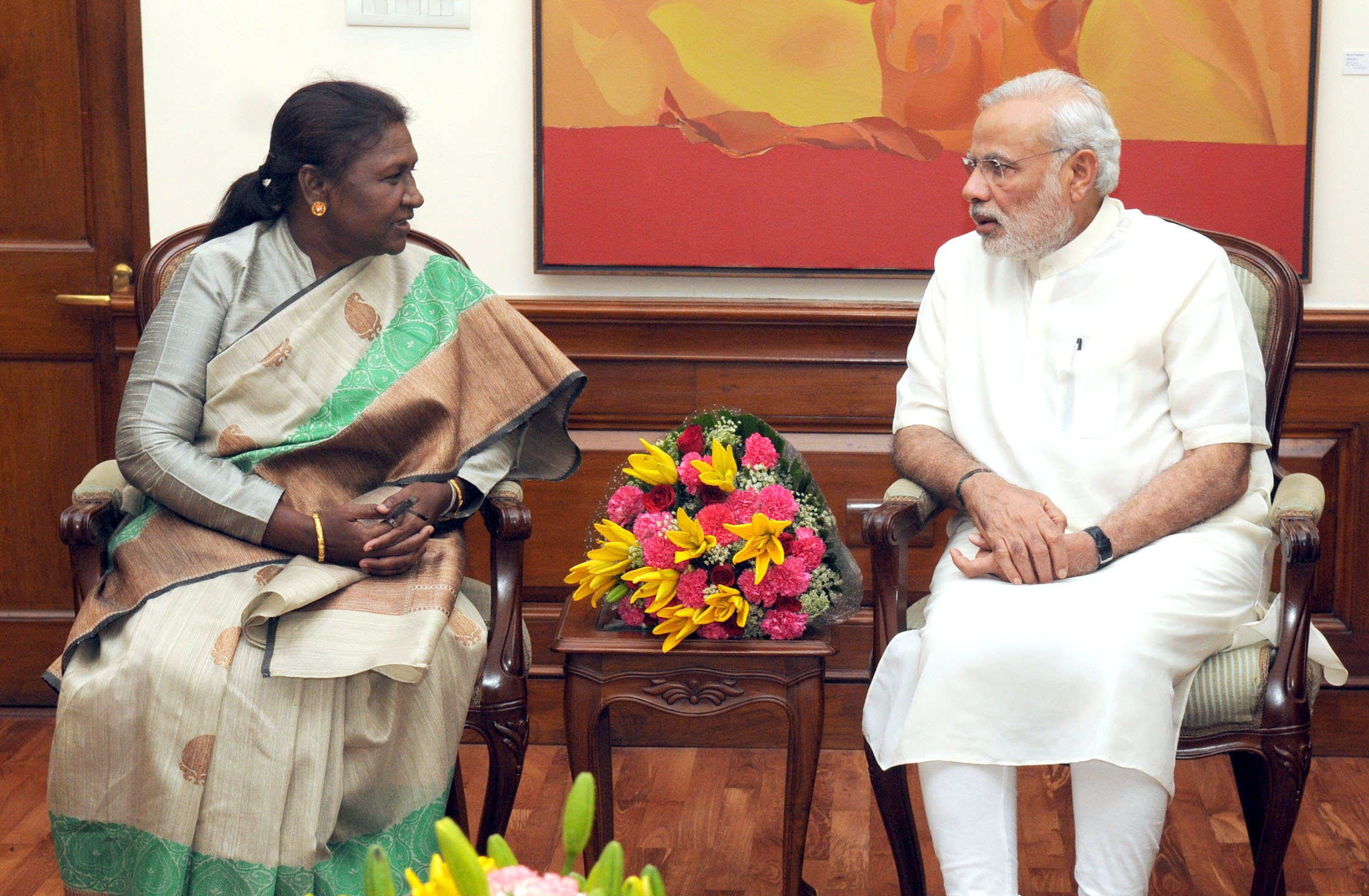
دوربدي مرمو مع رئيس الوزراء ناريندرا مودي

انتُخِبت دروبادي في عام 1997 كمستشارة في مجلس مدينة رايرانغبور كمرشحة مستقلة عن مقعد مخصص للنساء. انضمت بعدها إلى حزب بهاراتيا جاناتا (حزب الشعب الهندي).
فازت في انتخابات المجلس التشريعي لعام 2000 في أوديشا من دائرة المجلس التشريعي في رايرانغبور؛ وخدمت لمدة ولايتين في المجلس التشريعي لأوديشا بين عامي 2000 و2009. كانت مورمو وزيرة الدولة المكلفة المستقلة بالتجارة والنقل منذ 6 مارس 2000 حتى 6 أغسطس 2002؛ ووزيرة تنمية الثروة السمكية والحيوانية منذ 6 أغسطس 2002 حتى 16 مايو 2004؛ وذلك خلال الحكومة الائتلافية لحزب بهاراتيا جاناتا وحزب بيجو جاناتا دال (حزب بيجو الشعبي) في أوديشا.
حصلت على جائزة نيلكانث لأفضل عضو مجلس تشريعي في مجلس أوديشا التشريعي في عام 2007. خسرت انتخابات لوك سابها (بيت الشعب) من دائرة مايوربهانج لوك سابها في عام 2009؛ وذلك عندما انتهى تحالف حزبي بهاراتيا جاناتا وبيجو جاناتا دال. انتُخِبت لعضوية المجلس التنفيذي الوطني لحزب بهاراتيا جاناتا (إس تي مورتشا) في عام 2013، وكانت رئيسة المنطقة حتى عام 2015.

## حاكمة جاركند (2021-2015)
أدت مورمو القسم كحاكمة لولاية جاركند في 18 مايو 2015 لتصبح أول امرأة تتولى هذا المنصب. تولى حزب بهاراتيا جاناتا السلطة في حكومة جاركند لمعظم فترة ولايتها التي استمرت ست سنوات، كما تولى خلالها السلطة في حكومة الاتحاد. أدارت مورمو القسم الدستوري لهيمانت سورين كرئيس لوزراء جاركند في عام 2019.
قال راتان تيركي، وهو سياسي وناشط سابق في حزب بهاراتيا جاناتا، إن مورمو لم تفعل ما يكفي للتأكد من تنفيذ حقوق الحكم الذاتي الممنوحة للمجتمعات القبلية بشكل صحيح. مُنِحت هذه الحقوق بموجب التصنيف الخامس وقانون المناطق (توسيع المناطق المصنفة) لعام 1996. قال تيركي: «لم تمارس الحاكمة آنذاك صلاحياتها لتطبيق بنود التصنيف الخامس وقانون المناطق (توسيع المناطق المصنفة) لعام 1996 نصًا وروحا على الرغم من الطلبات العديدة لذلك». استمرت فترة ولايتها لمدة ست سنوات، إذ بدأت في 2015 مايو وانتهت في 2021 يوليو.

### حركة باتالغادي
سعت وزارة راغوبار داس في عامي 2016 و2017 لإدخال تعديلات على قانون إيجار شهوتاناغبور لعام 1908، وقانون إيجار سانتال بارغانا لعام 1949. حمى هذان القانونان الأصليان حقوق المجتمعات القبلية على أراضيهم. لم يمكن إجراء معاملات الأراضي إلا بين المجتمعات القبلية وفقًا للقوانين القائمة. أعطت التعديلات الجديدة القبائل الحق في السماح للحكومة بالاستغلال التجاري للأراضي القبلية، وأخذ الأراضي القبلية للإيجار. وافق المجلس التشريعي لجاركند على مشروع القانون المقترح لتعديل القانون الحالي. أُرسِلت مشاريع القوانين إلى مورمو للموافقة عليها في نوفمبر 2016.
اعترض أبناء القبائل بشدة على القانون المقترح. خرجت احتجاجات ضد التعديلات المقترحة لقوانين الإيجارات خلال حركة الباتالغادي، وتحول الاحتجاج في إحدى الحوادث إلى أعمال عنف، واختطفت القبائل عناصر الأمن التابعة لعضو البرلمان في حزب بهاراتيا جاناتا كاريا موندا. ردت الشرطة بقمع عنيف ضد المجتمعات القبلية، مما أدى إلى مقتل رجل قبلي. رُفِعت قضايا جنائية ضد أكثر من 200 شخص من بينهم الناشط الحقوقي القبلي ستان سوامي. تعرضت مورمو لانتقادات بسبب موقفها البسيط تجاه اعتداء الشرطة على المجتمعات القبلية أثناء الحركة. قالت الناشطة الحقوقية القبلية ألوكا كوجور إنه كان من المتوقع أن تتحدث مورمو إلى الحكومة لدعم القبائل ولكن هذا لم يحدث؛ وناشدت قادة التحريض في باتالغارهي ليستعيدوا إيمانهم بالدستور بدلًا من ذلك.
تلقت مورمو 192 مذكرة ضد التعديلات في مشروع القانون. قال زعيم المعارضة هيمانت سورين إن حكومة حزب بهاراتيا جاناتا تريد الاستحواذ على الأراضي القبلية من خلال مشروعي تعديل القانونين لصالح الشركات. مارست أحزاب المعارضة مثل جاركند موكتي مورتشا (جبهة تحرير جاركند)، والمؤتمر الوطني الهندي، وجاركند فيكاس مورتشا (جبهة جاركند الإنمائية) وغيرها ضغوطًا شديدة على مشروع القانون. رضخت مورمو ورفضت الموافقة على مشاريع القوانين في 24 مايو 2017؛ وأعادت مشروع القانون إلى حكومة الولاية مع المذكرات التي تلقتها. سُحِب مشروع القانون لاحقًا في أغسطس 2017.

### الدين ومشروع قانون الأراضي
وافقت مورمو في عام 2017 على مشروع قانون حرية الدين لعام 2017، ومشروع قانون تعديل قانون حيازة الأراضي لعام 2013 الذي أقره مجلس جاركند.
يجرم مشروع قانون الدين الجديد عقوبة السجن لمدة ثلاث سنوات لإكراه شخص أو إغرائه على تغيير دينه؛ إذ ترتفع عقوبة السجن إلى أربع سنوات إذا كان الشخص الذي أُجبِر بالإكراه عضوًا في طائفة أو قبيلة مصنفة أو قاصر أو أنثى، ويمكن فرض الغرامات في أي حالة. ألزم مشروع القانون كل من يريد التغيير طوعًا بإبلاغ نائب المفوض بذلك وإعطاء تفاصيل كاملة عن الظروف.
تضمنت التعديلات في قانون حيازة الأراضي لعام 2013 تغييرات في مدة التعويض ومتطلبات تقييم الآثار الاجتماعية. ذكر القانون الذي مُرِّر حينها بأنه يجب دفع تعويض نقدي عن استحواذ الحكومة على الأراضي القبلية في غضون ستة أشهر من الاستحواذ. أُسقِط شرط تقييمات الأثر الاجتماعي لبعض أنواع مشاريع البنية التحتية.

## حملة الانتخابات الرئاسية
رشح حزب بهاراتيا جاناتا مورمو في يونيو 2022 كمرشحة عن التحالف الديمقراطي الوطني لرئاسة الهند لانتخابات عام 2022 في الشهر التالي. رُشِّح ياشوانت سينها للرئاسة من قبل أحزاب المعارضة. زارت مورمو خلال حملتها الانتخابية ولايات مختلفة سعيًا وراء دعم ترشيحها. أعلنت عدة أحزاب معارضة مثل حزب بيجو جاناتا دال، وحزب كونغرس يوفاجانا شراميكا ريثو (حزب كونغرس الشباب والعمل والزارعيين)، وحزب جاركند موكتي موتشا، وحزب باهوجان ساماج، وحزب شيف سينا، وحزب جاناتا دال (العلماني) من بين آخرين دعمها لترشيحها قبل الاقتراع. حصلت مورمو في 21 يوليو 2022 على أغلبية واضحة في الانتخابات الرئاسية لعام 2022، وتغلبت على مرشح المعارضة المشترك ياشوانت سينها بنسبة 676,803 صوتًا انتخابيًا (64.03% من إجمالي الأصوات) في 21 ولاية من أصل 28 ولاية (بما في ذلك إقليم بودوتشيري الاتحادي)، لتصبح الرئيس الخامس عشر للهند.

## الرئاسة (2022 حتى الوقت الحاضر)
أدت مورمو القسم الدستوري في 26 يوليو 2022 باعتبارها الرئيس الخامس عشر للهند، إذ أدار رئيس قضاة الهند نوتالاباتي فينكاتا رامانا بحضور الرؤساء السابقين، ونائب الرئيس، ورئيس الوزراء ومندوبين آخرين.
تُعد مورمو أول شخص يُنتَخَب رئيسًا من المجتمعات القبلية الهندية، وهي أصغر وأول فرد وُلِد بعد استقلال الهند في عام 1947 يُنتَخَب رئيسًا. مورمو هي المرأة الثانية فقط بعد براتيبها باتيل التي تشغل منصب رئاسة الهند.
خاطبت مورمو الأمة لأول مرة كرئيسة للهند في 14 أغسطس 2022 عشية عيد الاستقلال، ووجهت التحية لمواطني البلاد في يوم الاستقلال الخامس والسبعين.
أطلقت مورمو برنامجًا حكوميًا بعنوان «برادهانمنتري تي بي موكت بهارات»، وهي مبادرة للقضاء على مرض السل في البلاد في سبتمبر 2022. أصبحت مورمو أول رئيس للهند يفتتح مهرجان ميسور داشهرا، وهو مهرجان رسمي لمدة 10 أيام في ولاية كارناتاكا. ذهبت مورمو بزيارات واسعة خلال الأشهر الأولى إلى الولايات الشمالية الشرقية من البلاد، بما في ذلك آسام، وميزورام، وناجالاند وسيكيم، وشاركت في احتفالات مشاريع التنمية المختلفة.
ذهبت في نوفمبر 2022 بأول زيارة لها إلى ولايتها الأصلية أوديشا بعد توليها منصب الرئيس للمشاركة في إطلاق برامج مختلفة؛ وزارت مدرستها الأم، وتفاعلت لاحقًا مع أطفال المدارس على طول الطريق، وسارت لمسافة كيلومترين لتقديم الطاعة لآلهة معبد بوري جاغاناث.